# Gesetz zum Schutz vor Konversionsbehandlungen
Das Gesetz zum Schutz vor Konversionsbehandlungen ist ein deutsches Bundesgesetz. Es verbietet (§ 2) die Durchführung von Konversionstherapien an Minderjährigen und an Volljährigen, die nicht wirksam eingewilligt haben, und stellt sie unter Strafe (§ 5). Als Konversionsbehandlungen werden Behandlungen definiert, „die auf die Veränderung oder Unterdrückung der sexuellen Orientierung oder der selbstempfundenen geschlechtlichen Identität gerichtet sind“, nicht jedoch die Behandlung „von medizinisch anerkannten Störungen der Sexualpräferenz“ oder operative und hormonelle Geschlechtsangleichende Maßnahmen.(§ 1) Als Ordnungswidrigkeit geahndet (§ 6) wird das öffentliche Werben für sowie das öffentliche Anbieten und Vermitteln von Konversionstherapien (§ 3). Das Vermitteln einer Konversionsbehandlung an einen Minderjährigen ist grundsätzlich als Beihilfe zur Durchführung der Behandlung gemäß § 27 des Strafgesetzbuches in Verbindung mit § 5 Abs. 1 strafbar, wenn die vermittelte Konversionsbehandlung durchgeführt wurde.
Die Weltgesundheitsorganisation (WHO) hat erklärt, dass Homosexualität und Transgeschlechtlichkeit keine Krankheiten seien und keine Indikation für eine Therapie bestünde. Seit 1991 wird in der WHO-Klassifikation (ICD-10) Homosexualität nicht mehr als psychische Störung aufgeführt, Transsexualität wurde im Mai 2019 von der Liste der psychischen Erkrankungen gestrichen.  Der Weltärztebund hat 2013 Konversionstherapien als Menschenrechtsverletzung und als mit der Ethik ärztlichen Handelns unvereinbar verurteilt. Der Deutsche Ärztetag hat 2014 vor den negativen Auswirkungen auf die Gesundheit gewarnt.